# Francesc Gordo Lorente
 Francesc Gordo Lorente (Barcelona, 1932- Barcelona, 4 d'abril de 1998) fou un polític i empresari català. Va ser un dels fundadors de Convergència Democràtica de Catalunya i un dels màxims representants del Banc Mercantil de Manresa. És conegut per haver sigut un dels principals investigats del durant del cas Casinos, el primer cas de finançament il·legal de partits a Catalunya, que seria arxivat després de gairebé 10 anys d'instrucció arran de la sentència del cas Filesa, que va establia que abans de 1995 no existia en el ordenament jurídic espanyol per aquest delicte en qüestió. A nivell institucional, va ser subdirector general d'Administració i Gestió de la Direcció General de Serveis Socials (des de febrer de 1982 fins a juny 1990), director general de la Seguretat Social (des de juny de 1983 fins a febrer de 1984) i director general d'Assistència i Serveis Socials (nomenat el juliol de 1984). També fou el representant per Convergència del Consell de Forces Polítiques de Catalunya.